# La otra cara del alma
Amor cautivo (2012) Secretos de familia (2013)
La otra cara del alma est une telenovela mexicaine diffusée en 2012-2013 sur Azteca 13.

## Acteurs et personnages

### Acteurs principaux
- Gabriela Spanic : Alma Hernández Quijano
- Eduardo Capetillo : Roberto Monteagudo
- Michelle Vieth : Daniela De la Vega Quijano
- Jorge Alberti : Armando De Alba
- Sergio Kleiner : Padre Ernesto
- Saby Kamalich : Doña Josefina Quijano vda de De la Vega
- Verónica Langer : Felícitas Durán
- Ramiro Huerta : Margarito Maldonado "El Gallo"
- Cecilia Piñeiro : Sofía Durán
- Lambda García : Marcos Figueroa
- Esmeralda Ugalde : Remedios Durán
- Melissa Barrera : Mariana Durán
- Ana Karina Guevara : Ernestina de Suárez
- Eugenio Montessoro : Mauricio Figueroa
- Eva Prado : Lucía de Figueroa
- Carmen Beato : Elvira De Alba
- Pia Watson : Alejandra De la Vega / Alejandra Macías
- Fernando Sarfatti : Joaquín De Alba
- Sergio Bonilla : Abel De la Vega Cifuentes
- Javier Escobar : Fernando Suarez "El Jejen"
- Amaranta Ruíz : Nieves Cifuentes
- Fidel Garriaga : Orlando Macías
- Augusto Di Paolo: - César
- Mayte Gil : Rosi
- Adrián Rubio : Juán Robles
- Adriana Lumina : Karla
- Giovanni Florido : Valiente
- Liliana Lago : Sasha
- Luis Cárdenas : Carlos De la Vega
- Fabián Corres : José Luis Hernández
- Alejandra Briseño : Ofelia Quijano de Hernández
- Citlali Galindo : Roxana De la Vega Quijano
- Pedro Mira : Dionisio

### Participations spéciales
- Gala Montes : Alma Hernández Quijano
- Ana Sofía Durán : Daniela De la Vega Quijano
- Armando Durán : Roberto Monteagudo
- Enzo Durán : Armando de Alba

## Diffusion internationale
| Pays       | Chaîne               | Titre                 | Série prémière   |
| ---------- | -------------------- | --------------------- | ---------------- |
| Mexique    | Azteca 13            | La otra cara del alma | 12 novembre 2012 |
| États-Unis | Azteca America       | La otra cara del alma |                  |
| Guatemala  | Azteca Guatemala     | La otra cara del alma |                  |
| Porto Rico | Telemundo Porto Rico | La otra cara del alma |                  |
| Salvador   | Azteca Salvador      | La otra cara del alma |                  |
| Argentine  | Canal 9              | La otra cara del alma |                  |
| Paraguay   | SNT                  | La otra cara del alma |                  |
| Venezuela  | Televen              | La otra cara del alma |                  |
| Hongrie    | RTL Klub             | A bosszú angyala      | 21 mai 2013      |
| Malaisie   | Astro Bella          | La otra cara del alma | 2013             |
| Brésil     | Prime Video Pluto TV | Uma Alma, Duas Caras  | 2021-2022        |

### Sources
- (es) Cet article est partiellement ou en totalité issu de l’article de Wikipédia en espagnol intitulé « La otra cara del alma » (voir la liste des auteurs).